# Deposizione nel sepolcro (Lotto)
La Deposizione nel sepolcro è un dipinto a olio su tavola (298x197 cm) di Lorenzo Lotto, datato al 1512 e conservato nella Pinacoteca civica e galleria di arte contemporanea a Jesi. È firmato "Laurentius / Lotus MDXII". 

## Storia
Il dipinto è l'unica opera datata tra la fugace esperienza romana e il successivo trasferimento a Bergamo. Abbandonata la corte papale in fretta e furia, per motivi ignoti ma probabilmente legati a un ambiente artistico a lui non congeniale, se non ostile, Lotto si rifugiò nelle Marche, dove già aveva lavorato a importanti commissioni. 
La pala, destinata alla chiesa di San Floriano di Jesi, venne cominciata nel 1511, su commissione della Confraternita del Buon Gesù. I confratelli avevano già contattato anni prima, senza successo, Luca Signorelli per lo stesso incarico. La rinuncia del Signorelli era dovuta all'obbligo di realizzare l'opera a Jesi e dall'avvicendarsi di prestigiosi incarichi di lavoro nelle Stanze Vaticane 
La tavola restò sul suo altare fino alla fine dell'Ottocento prima di essere musealizzata. 

## Descrizione e stile
La composizione complessa, la concitata espressione di sentimenti e dello sforzo fisico, la tavolozza di toni brillanti e corposi, sono tutti elementi che qualificano l'entità delle influenze raffaellesche sul giovane pittore di ritorno da Roma, che si ispirò, probabilmente fermandosi a Perugia durante il suo tragitto, alla Deposizione Borghese. In tale opera, del 1507, Raffaello infatti aveva usato una simile composizione, orchestrata sulla diagonale del corpo morto di Gesù.
Il sarcofago di Gesù si trova posto in tralice (come nella Pala degli Oddi, altra opera perugina di Raffaello), con un fiammeggiante drappo dorato che pende sull'angolo, per attirare l'attenzione sui simboli della Passione appoggiati lì vicino (la tabella con la scritta INRI, la corona di spine, il martello e la tenaglia, rispettivamente per togliere e mettere i chiodi dalla croce), legati alle pratiche devozionali della confraternita. 
Gesù, dal corpo scultoreo e pesante, è appoggiato sul sudario, che a fatica due portatori stanno trascinando sul sarcofago: uno lo tiene addirittura coi denti, mentre l'altro compie un complesso giro con le gambe per sostenere l'estremità inferiore. Su tutto domina il rosso della veste della Madonna, colta in un espressivo e patetico gesto di disperazione mentre solleva le braccia al cielo, mentre dietro di lei le fa eco la donna che si strappa i capelli. La posa di Maria ha un senso innaturale e goffo, forse per una difficoltà del pittore nel trattare una dinamica scena narrativa. Il trionfante classicismo romano aveva certamente turbato le certezze veneziane e nordiche di Lorenzo senza però convincerlo realmente; sembra che egli lo sperimenti quasi ad avere conferma della sua inefficacia.
Un'altra pia donna si trova a sinistra, mentre accorre di corsa, e la Maddalena si trova in primo piano mentre asciuga le ferite di Cristo coi propri capelli. A destra Nicodemo tiene in mano i chiodi della croce e accanto a lui, san Giovanni apostolo, avvicina i pugni da sotto il mantello, con mani grandi e possenti che ricordano la pittura fluida di Michelangelo nella Sistina. Pezzi di autentico virtuosismo sono dettagli come la veste azzurra trapuntata del portatore di destra. 
In alto, sopra il luminoso paesaggio di ispirazione umbra (dove si vede il Golgota e i resti della Crocifissione tra i ladroni), alcuni angioletti volano tra le nubi reggendo il monogramma di Cristo predicato da san Bernardino: IHS.

## Predella

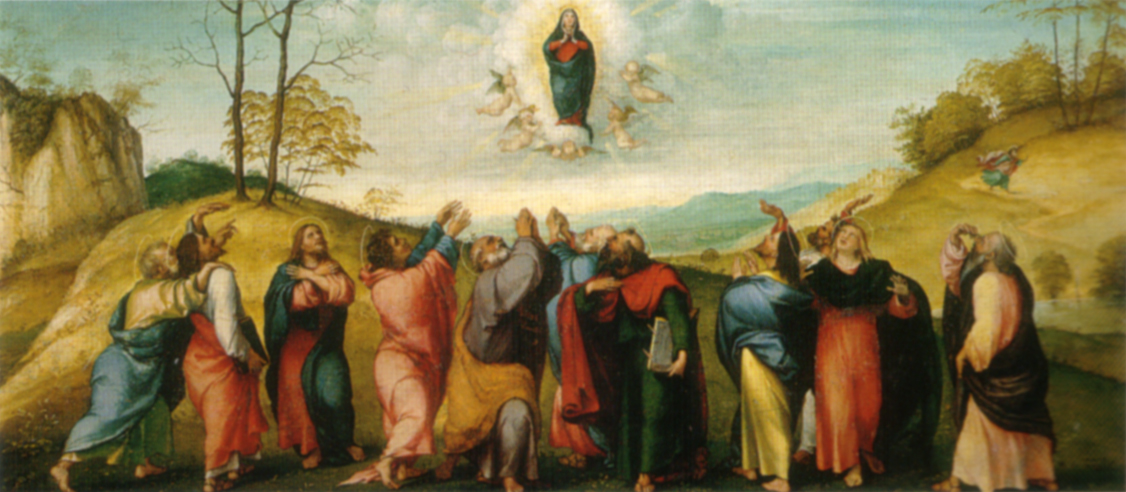
Assunzione della Vergine, Brera

Sono state riconosciute come predella della pala, due tavolette, riferite però talvolta alla Trasfigurazione di Recanati. 
La prima mostra l'Assunzione della Vergine (27x56 cm) nella Pinacoteca di Brera a Milano. Si tratta di un lavoro dai forti richiami perugineschi, già attribuita a Raffaello e a Fra' Bartolomeo. Entrò nel museo milanese nel 1855 col lascito di Pietro Oggioni.
La seconda il Cristo che conduce gli apostoli al Monte Tabor (29x59 cm), all'Ermitage di San Pietroburgo.

## Altre immagini

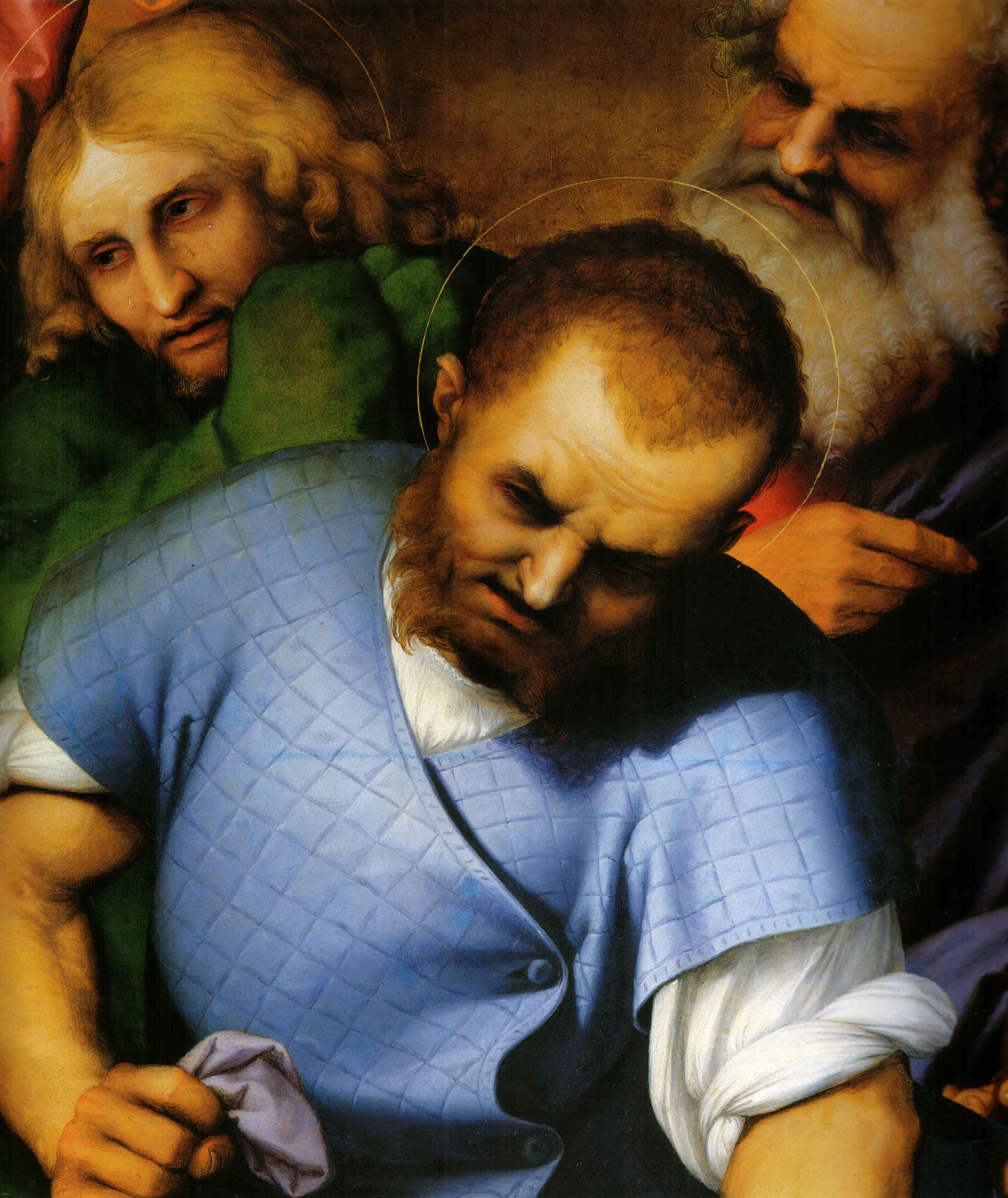
Dettaglio
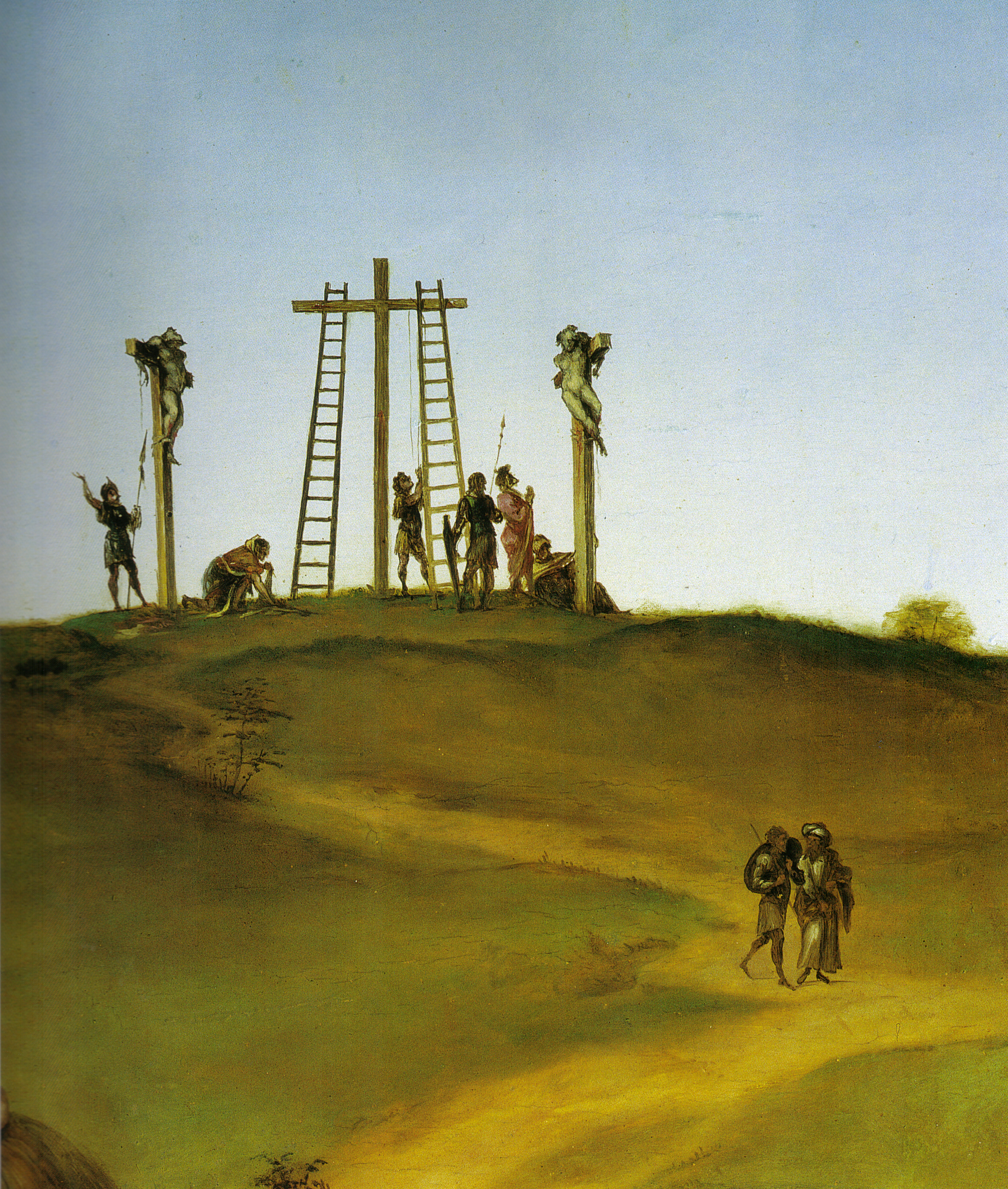
Dettaglio